# Сагуаро (национальный парк)
Сагуа́ро (англ. Saguaro National Park) — национальный парк в о́круге Пима на юге штата Аризона в США, около города Тусон. Создан для защиты пустынных ландшафтов. Парк целиком находится на территории пустыни Сонора. Название парка происходит от названия гигантского кактуса сагуаро (по-русски карнегия).
Парк состоит из двух территорий, разделённых городом Тусон: гора Ринкон (англ. Rincon Mountain District) к востоку от города и гора Тусон (англ. Tucson Mountain District) к западу от города. В каждой из территорий есть свой информационный центр, а в западной ещё и Музей Соноры с зоопарком, в котором содержатся животные пустыни. В западной части парка (Сигнальная гора) сохранились также петроглифы культуры хохокам, происхождение и назначение которых доподлинно неизвестно.
В 1933 году был создан Национальный монумент Сагуаро. В 1976 году была образована природная территория Сагуаро (англ. Saguaro Wilderness area) площадью около 300 км², а в 1994 году эти два природоохранных объекта были объединены в национальный парк.
Климат Соноры резко континентальный. Максимальная температура достигается в июле и августе и превышает 35 градусов, минимальная — в январе, около нуля. В год выпадает 30 см осадков, при этом треть их — зимой, с ноября по март, треть — в сезон муссонов (июль-август), и треть — в остальные месяцы.
На территории парка произрастают более 50 видов кактусов, среди которых, кроме карнегии, также опунции, эхинокактус, Cylindropuntia bigelovii, маммиллярии. Всего в восточной части парка встречаются 1162 вида растений, в западной — 512. Десять видов растений находятся под угрозой исчезновения. Горы в восточной части парка достигают высоты почти 3000 метров, и на этой высоте встречаются леса. Каждые десять лет в парке проводится подсчёт количества карнегий. Так, подсчёт был произведён между октябрём 2009 и апрелем 2010 года при помощи более чем 250 добровольцев. По результатам подсчёта 2000 года были обнаружены 1091181 карнегия в западной части парка и 243375 в восточной.
Из млекопитающих встречаются пума, рыжая рысь, барибал (только в лесах), какомицль, енот-полоскун, коати, койот, американская лисица, скунс, барсук, ошейниковый пекари, три вида зайцев, летучие мыши, несколько видов белок и бурундуков. Встречаются птицы, рептилии (включая несколько видов черепах) и амфибии.